# 945
| [ Edytuj tabelę ]              |                                                  |
| Książę Polski                  | - 940 Siemomysł 960                              |
| Król Anglii                    | - 939 Edmund Starszy 946                         |
| Hrabia Aragonii                | - 922 Andregota Galíndez 972                     |
| Hrabia Aragonii i król Nawarry | - 926 Garcia I 970                               |
| Hrabia Barcelony               | - 911 Sunyer I 947                               |
| Książę Bawarii                 | - 938 Bertold 947                                |
| Książę Burgundii               | - 923 Hugo Czarny 952                            |
| Cesarz Bizancjum               | - 913 Konstantyn VII Porfirogeneta 959           |
| Car Bułgarii                   | - 927 Piotr I 969                                |
| Książę Czech                   | - 935 Bolesław I Srogi 972                       |
| Król Danii                     | - 940 Gorm Stary 958                             |
| Władca Egiptu                  | - 935 Muhammad Ibn Tughdż 946                    |
| Król Franków zachodnich        | - 936 Ludwik IV Zamorski 954                     |
| Hrabia Holandii                | - 939 Dirk II 988                                |
| Cesarz Japonii                 | - 930 Suzaku 946                                 |
| Kalif                          | - 944 Al-Mustakfi 946                            |
| Hrabia Kastylii                | - 923 Ferdinand Gonzalez 970                     |
| Król Khmerów                   | - 944 Radżendrawarman II 968                     |
| Wielki książę Kijowa           | - 912 Igor Rurykowicz 945 - 945 Światosław I 972 |
| Patriarcha Konstantynopola     | - 933 Teofilakt 956                              |
| Władca Korei                   | - 943 Hyejong 945 - 945 Chŏngjong 949            |
| Król Leónu                     | - 931 Ramiro II 950                              |
| Król Norwegii                  | - 933 Haakon Dobry 961                           |
| Hrabia Palatynatu              | - 945 Hermann Pusillus 994                       |
| Papież                         | - 942 Maryn II 946                               |
| Hrabia Portugalii              | - 924 Mendo I i Mumadona Dias 950                |
| Książę Saksonii                | - 936 Otton I Wielki 961                         |
| Król Szkocji                   | - 943 Malcolm I 954                              |
| Doża Wenecji                   | - 942 Pietro III Candiano 959                    |
| Książę Węgier                  | - 907 Zoltán 947                                 |

Rok 945 / CMXLV
stulecia: IX wiek ~
X wiek ~
XI wiek

lata: 935 «
940 «
941 «
942 «
943 «
944 «
945
» 946
» 947
» 948
» 949
» 950
» 955

## Wydarzenia
- Europa
  - Zdobycie Paryża przez oddziały wikingów pod dowództwem Ragnara
  - Olga Kijowska księżną ruską
  - Konstantyn VII Porfirogeneta cesarzem bizantyjskim

## Urodzili się
- Abbon, angielski mnich, święty Kościoła katolickiego (około).
- Mieszko I, książę Polan, pierwszy książę Polski (data sporna lub przybliżona) (ur. między 922 a 945; zm. 992)

## Zmarli
- Igor Rurykowicz, książę Rusi Kijowskiej, zabity przez Drewlan
  - Krzesimir I, król Chorwacji (ur.?)